# 千葉県立東金商業高等学校
千葉県立東金商業高等学校（ちばけんりつとうがねしょうぎょうこうとうがっこう）は、千葉県東金市松之郷久我台に所在する公立の商業高等学校。通称は「東商」（とうしょう）。

## 設置学科
- 商業科
- 情報処理科

## 沿革
- 1927年 - 開校

## アクセス
- JR東金線東金駅から九十九里鉄道の東金商業高校行バスで終点下車。
- 千葉中央・成東間の京成バス東金商業高校入口下車。

## 著名な出身者
- 立川こしら - 落語家
- 麻生孝之[1] - 芝山町長